# Unione Sportiva Victoria Libertas Pallacanestro
L'U.S. Victoria Libertas Pallacanestro (o VL), è una squadra di pallacanestro con sede a Pesaro, Italia. Fondata nel 1946, ha vissuto il suo periodo d'oro negli anni '80 conquistando due scudetti, due Coppe Italia e una Coppa delle Coppe.
Era conosciuta semplicemente come Scavolini Pesaro, dal nome del principale storico sponsor e presidente, Valter Scavolini. La sponsorizzazione da parte dell'azienda cuciniera ha avuto una durata ininterrotta di 38 anni fino al 2013. Gioca le sue partite casalinghe alla Vitrifrigo Arena (fino al 2006 noto come BPA Palas, e fino al 2018 come Adriatic Arena).

## Storia

Lo storico Hangar.

La Victoria Pesaro nasce ufficialmente il 1º luglio 1946.
Il suo nome poi venne cambiato nel 1965 a seguito della fusione fra le due società cestistiche di Pesaro, la Victoria e la Libertas.
L'attività agonistica inizia ufficialmente con la partecipazione al Campionato Nazionale di Serie B nella stagione sportiva 1946-47.
Simbolicamente però si può collocare l'inizio della storia cestistica a Pesaro al 1938 quando in città si trovava affisso il seguente messaggio: Tutti coloro che intendono praticare lo sport della palla al cesto debbono trovarsi alle ore 18 di mercoledì e venerdì nella Palestra Carducci - Sarà presente un istruttore federale.
Nel 1950 la Victoria Libertas guidata da Agide Fava conquistò la sua prima promozione in Prima Serie grazie ad uno spareggio con Pavia. Per molti anni lo sponsor fu la Benelli, azienda pesarese che negli stessi anni coglieva importanti successi in campo motociclistico.
Nel 1957 la squadra, che fino a quel momento aveva giocato le sue partite all'aperto, si trasferisce nel palazzetto di viale dei Partigiani.
L'"hangar" così chiamato divenne il santuario del basket pesarese ed uno dei più difficili campi d'Europa da espugnare per le squadre avversarie.
Nel 1974 la squadra retrocede in Serie A2 e l'anno seguente avvenne la "svolta" : la famiglia Scavolini diventa sponsor della squadra (prima era Max Mobili) cominciando un'avventura che durerà per decenni (proprietaria lo diventerà nel 1985) e che farà legare il nome di Scavolini alla squadra di Pesaro per sempre.
Inoltre sempre nel 1975 nasce l'Inferno Biancorosso, il gruppo ultras della squadra.
Nel 1978, la "Scavolini" torna in A1 e ci resterà fino al 1998.
La passione pesarese nasce e si sviluppa nella sofferenza, nelle grandi lotte per evitare la retrocessione: epico è lo spareggio-salvezza contro la Superga Mestre a Milano, per la trasferta furono organizzati 77 pullman.
La partita fu vinta all'ultimo tiro e da quella straordinaria gara, dato il grande amore nato per questa squadra, la famiglia Scavolini si impegnò ad allestire un roster capace di lottare per lo scudetto.
Arrivarono a Pesaro una serie di giovani giocatori italiani che formarono l'ossatura di una formazione capace di stare ai vertici del basket nazionale per oltre un decennio. Nel 1981 da Rimini venne acquistato Domenico Zampolini, soprannominato "Mister Miliardo" perché fu il primo giocatore di basket il cui trasferimento venne pagato quella cifra. Nel 1983 da Venezia arrivò invece il playmaker Andrea Gracis, mentre da Brescia, l'anno seguente, il giovane pivot Ario Costa. Prima di loro giunsero però a Pesaro (1980) Mike Sylvester, oriundo italoamericano, e un giovane pugliese quasi sconosciuto che diventerà uno dei più grandi giocatori italiani di sempre: Walter Magnifico. Il suo arrivo fu del tutto casuale. Pesaro infatti aveva puntato gli occhi su Marco Ricci, giovane talento di Roma, che però rifiutò il trasferimento sull'Adriatico. Solo allora la Victoria Libertas ripiegò su Magnifico.
Il periodo d'oro del club fu negli anni ottanta dove conquistò due scudetti, rispettivamente nelle stagioni 1987-88 e 1989-90.
Dopo una stagione di "prova", quella 80-81 in cui Pesaro arriva ai quarti di finale dei playoff, va in scena l'anno seguente la prima vera e propria "sinfonia" di una squadra destinata a lasciare il segno nella storia del basket italiano di vertice per un decennio.
Nella stagione 81-82 arriva il grande playmaker jugoslavo Dragan Kićanović, soprannominato "il cobra" e la Scavolini vola. Chiude al primo posto la regular season e arriva ai playoff nel ruolo di favorita.
Si gioca la finale scudetto contro l'Olimpia Milano dopo aver battuto in semifinale la Synudine Bologna (88-87 il risultato finale) con un tiro all'ultimo secondo di Domenico Zampolini.
Anche la finale contro Milano vede Pesaro partire nel ruolo di favorita. Vuoi per il vantaggio di giocare l'eventuale spareggio in casa propria, vuoi per il fatto che durante la regular season la Scavolini aveva già pesantemente sconfitto (con ben 45 punti di scarto) la squadra di Milano: arrivò inaspettatamente una dura sconfitta. Milano vinse i primi due incontri aggiudicandosi così lo scudetto. Iniziò quindi per la Scavo un periodo di "sudditanza" psicologica nei confronti della squadra milanese, con un tabù che solo nella stagione 87-88 riuscirà a scrollarsi di dosso.
Il 9 marzo 1983 Pesaro conquistò il primo alloro internazionale. A Palma di Maiorca sconfisse l'ASVEL Villeurbanne con il risultato di 111-99 e si aggiudicò la Coppa delle Coppe.
In questa manifestazione per altre due volte la Scavolini arrivò alla finale, senza però riuscire a vincere.
La squadra della stagione 1982-1983
Palma di Maiorca, 9 marzo 1983

Scavolini Pesaro  -  ASVEL Lyon-Villeurbanne

111 - 99
- Pesaro: Kićanović, Magnifico, Ponzoni, Jerkov, Benevelli, Boni, Zampolini, Bini, Del Monte, Sylvester, Sassanelli, Mancini.
- Allenatore: Peter Skansi

- Asvel: Batts, Boston, Cazemajou, Gilles, Haquet, Rigo, Servolle, Szanyiel, Vébobe, Vincent.
- Allenatore: Alain Gilles

Il 18 marzo 1986 a Caserta venne infatti sconfitta dal Barcellona 101-86 mentre il 17 marzo 1987 a Novi Sad (Jugoslavia) subì un'altra sconfitta, questa volta contro il Cibona Zagabria dei fratelli Petrović col punteggio di 89-74.
L'8 maggio 1985 la compagine pesarese, allenata da un giovanissimo Giancarlo Sacco (premiato allenatore dell'anno), sconfisse nella gara di ritorno la squadra di Varese 109-93 (andata 91-77 per la Ciaocrem) conquistando la sua prima Coppa Italia, a coronamento di un fantastico finale di stagione che la vide arrivare alla finale scudetto partendo dall'ottavo posto ed eliminando il Bancoroma e l'Indesit Caserta.
È invece il 19 maggio 1988 quando la Victoria Libertas, allenata da Valerio Bianchini sconfigge nella quarta partita di finale la Tracer Milano e conquista il suo primo "scudetto". 98-87 è il risultato finale di quella storica partita.
Protagonisti di quella stagione sono, oltre al nucleo storico composto da Ario Costa, Walter Magnifico, Andrea Gracis, Domenico Zampolini e Renzo Vecchiato, i due giocatori americani Darren Daye e Darwin Cook, che lasciano un'impronta indelebile sul gioco della Scavolini, tanto da essere ricordati come il "Darren&Darwin Show". A Darren Daye fu inoltre attribuito il soprannome di "cerbiatto" per il suo atletismo ed il suo modo di attaccare il canestro. Il D&D Show debuttò a Pesaro nella 14ª giornata del girone di ritorno in una memorabile partita contro la Snaidero Caserta e proseguì nei play-off eliminando sempre Caserta nei Quarti e la Divarese nelle Semifinali (con la famosa palla rubata di Cook negli ultimi secondi) fino appunto ad abbattere in Finale "l'impero milanese".

La squadra della stagione 1987-1988, quella del primo scudetto; al centro i due coach Valerio Bianchini e Sergio Scariolo.

L'anno successivo la Scavolini viene eliminata da Milano nella semifinale dei playoff, dove perde 2-0 a tavolino il primo incontro giocato a Pesaro per una "monetina" lanciata dagli spalti e mai ritrovata che, al termine del primo tempo (all'epoca si giocavano due tempi di 20' ciascuno), avrebbe colpito alla testa il pivot avversario Dino Meneghin in maniera così grave da costringerlo ad abbandonare il parquet.
Appare ancora oggi inspiegabile l'eventuale gesto del "tifoso" considerando che la squadra di casa, al momento del fatto, conduceva il match e non si era ancora verificato alcun episodio che desse adito a particolari contestazioni.
Soltanto nel 2011 il grande campione ed attuale Presidente della Lega, attraverso un suo libro autobiografico, ammette di aver teatralizzato l'episodio fino all'abbandono del match nonostante fosse nelle condizioni di proseguire; a suo modo di vedere le intemperanze del pubblico pesarese erano, una volta per tutte, da punire.
La stagione 1989-90 vede ancora Pesaro, guidata da Sergio Scariolo, campione d'Italia e finalista della Coppa Korać contro lo Juventut Badalona, vincitore sia all'andata che al ritorno rispettivamente per 99-98 e 96-86.
In quella successiva riesce ad arrivare alle Final Four di Coppa dei Campioni, chiudendo però solo quarta venendo battuta in semifinale da Spalato, poi vincitrice del torneo, per 70 a 65, e nella finalina per il terzo e quarto posto dal Maccabi Tel Aviv per 83 a 81.
Nel 1992 con in panchina Alberto Bucci la Victoria Libertas conquista quello che è sino ad oggi il suo ultimo trofeo: battendo la Benetton Treviso vince la sua seconda Coppa Italia. Raggiunge anche la finale scudetto, dove si trova di nuovo i biancoverdi che stavolta hanno la meglio vincendo la serie per 3 a 1 (grazie ad una dubbia decisione arbitrale in gara tre), e quella di Coppa Korać contro la Virtus Roma che fa suo il trofeo con il 99 a 86 del ritorno, dopo il 94 a 94 dell'andata.
Nell'edizione del 1990 dei McDonald's Open la Scavolini sfiora la vittoria contro i New York Knicks perdendo 119-115.
Nelle successive stagioni la formazione biancorossa si assesterà al sesto, settimo posto nella classifica della stagione regolare non andando oltre i quarti nei play-off, tranne che in occasione dell'annata 1993-94 dove riuscirà, dopo aver chiuso la regular season al secondo posto alle spalle della Virtus Bologna, a giungere di nuovo in finale che perderà per 3 a 2 proprio contro le "V Nere", anche a causa della squalifica di McCloud, a seguito di vergognose ingiurie razziste da parte del play-maker virtussino Claudio Coldebella. La stagione 1996-97 è la prima disputata presso il nuovissimo palasport cittadino, all'epoca ribattezzato BPA Palas.
Barcellona, 12 ottobre 1990, Palau Sant Jordi

New York Knicks  -  Scavolini Pesaro

119 - 115
- New York: Cheeks, G. Wilkins, Vandeweghe, Oakley, Ewing, Jackson, Walker,  Mustaf, Tucker, E. Wilkins, Quinnett, Gray, Grant.
- Allenatore: Stu Jackson

- Pesaro: Cook, Gracis, Daye, Magnifico, Costa, Grattoni, Zampolini, Boni, Calbini, Labella, Cognolato.
- Allenatore: Stefano Bizzozi

Alla fine degli anni novanta, una serie di errori a livello societario nella sostituzione dei giocatori "storici", culminò con una retrocessione in Serie A2 avvenuta nel 1998. Nonostante fosse risalita in A1 nel 1999 acquistando i diritti di Gorizia (tecnicamente si trattò di fusione), i risultati erano di gran lunga insoddisfacenti. Nel 2003 la squadra si rafforzò notevolmente acquistando giocatori come Alphonso Ford e Aleksandar Đorđević. La stagione fu soddisfacente: la squadra arrivò in finale di Coppa Italia, dove venne sconfitta da Treviso, conquistò la semifinale, dove venne superata da Siena, ed ottenne la qualificazione all'Eurolega. Nel settembre 2004, dopo giorni di agonia, muore inaspettatamente Alphonso Ford. Un grave lutto colpì la Scavolini e la pallacanestro in generale. Per sostituirlo, fu acquistato Charles Smith, che disputò una grandissima stagione. La regular-season non fu comunque positiva: la squadra non si qualificò ai playoff, ma vinse gare storiche in Eurolega contro Maccabi Tel Aviv e Barcellona. Appena finito il campionato subentrarono nuove difficoltà finanziarie, finché nell'estate 2005 la società fu dichiarata priva dei requisiti per partecipare alla massima serie.
La società Victoria Libertas Pesaro fu dichiarata in fallimento.

### La rinascita dopo il fallimento
La pallacanestro pesarese, per la stagione 2005-06, fu costretta a ripartire dalla Serie B appoggiandosi su un'altra squadra, quella Falco Pesaro (sponsorizzata Spar) che fino a quel momento era la seconda realtà cittadina. La stagione è stata disputata con la denominazione societaria A.S. Basket Falco 2001 Pesaro, con colori biancorossi e sponsor Scavolini Spar. Nasce una pubblic company dove oltre ai vari soci di minoranza spiccano Valter Scavolini e Stefano Vellucci (presidente della Falco Pesaro) che preparano una squadra stellare rispetto alla categoria chiamando Agostino Li Vecchi, Mauro Morri, Daniele Parente, Samuele Podestà e soprattutto Carlton Myers. La squadra chiude la regular season al 2º posto e disputa con successo i play-off, dove un record di 7-0 permette alla compagine pesarese di sbarazzarsi rispettivamente di Ozzano, Pistoia e Treviglio e aggiudicarsi così la promozione in Legadue.
La stagione 2006-07 viene affrontata col nome societario di U.S. Vuelle Pallacanestro, in quanto la denominazione Victoria Libertas non era ancora stata riacquisita dopo il fallimento. Dopo una regular season conclusa con la 5ª posizione, la squadra allenata da Alessandro Ramagli, con Mauro Morri, Samuele Podestà e Carlton Myers affronta e sconfigge con un secco 3-0 la Carife Ferrara, aggiudicandosi l'accesso alle semifinali di Legadue dove incontrerà Rimini, squadra che ha battuto non certo facilmente (3-2) la Junior Casale Monferrato. Il "derby" (vista la vicinanza delle due città) è molto sentito nella città marchigiana: il 13 maggio, davanti ad oltre 1500 pesaresi giunti a Rimini, la VL vince gara1 battendo la Coopsette con il risultato di 77-69. Due giorni dopo espugna nuovamente il 105 Stadium vincendo 84-80. Venerdì 18 maggio 2007 la Vuelle conquista le finali, eliminando i Crabs con il punteggio di 85-82. Grazie alla vittoria 3-1 nella serie finale contro Pavia, il 3 giugno 2007 il club conquista la promozione in serie A1.

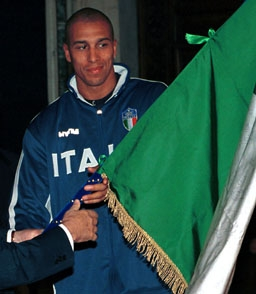
Carlton Myers.

Degli eroi dei due anni rimarranno solamente Samuele Podestà e Carlton Myers.
La Scavo partecipa alle Final Eight di Coppa Italia del campionato di Serie A dell'anno 2007-08. Batte ai quarti la Montepaschi Siena per 77-78 in un'incredibile partita decisa all'instant-replay (giudicato da 2 un tiro di McIntyre che pestò leggermente col piede la linea dei tre punti che avrebbe permesso il pareggio senese), eliminando di fatto i biancoverdi super-favoriti per la vittoria finale.
Perde invece nella semifinale contro la Virtus Bologna, padrona di casa, per 80-88.
Anche in seguito la sconfitta l'entusiasmo nell'ambiente pesarese rimase alle stelle anche solo per aver battuto Siena e per essersi riaffacciati a certi livelli che mancavano da tempo ad una piazza importante come Pesaro.
Nella stagione 2008-09 la Scavolini Spar Pesaro chiude la Regular Season con 28 punti piazzandosi all'ottavo posto e centrando quindi l'ultimo posto disponibile per i play-off. Nell'ultima giornata infatti la Vuelle viene sconfitta in casa dall'Angelico Biella ma riesce a mantenere l'ottavo posto in virtù della vittoria casalinga della Lottomatica Roma sui rivali della NGC Cantù. Ai quarti di finale dei play-off Pesaro viene eliminata in tre gare dalla Montepaschi Siena che poi vincerà la finale con la Armani Jeans Milano aggiudicandosi il quarto titolo della sua storia.
Nell'annata successiva Pesaro chiude la stagione al decimo posto con 22 punti in classifica e il terzo miglior attacco della Lega ma con una difesa da rivedere. Decisiva in chiave salvezza la vittoria alla tredicesima giornata contro la Canadian Solar Bologna a Pesaro 90-73.
Nella stagione 2010-11 la Scavolini vede sfumare i play-off per soli due punti. Pesaro chiude infatti al decimo posto con 28 punti in classifica, a pari merito con la Lottomatica Roma, anch'essa rimasta fuori dalla corsa per il titolo, e ad una vittoria dalla Dinamo Sassari, dalla Cimberio Varese e dalla Canadian Solar Bologna, che chiudono la stagione rispettivamente al sesto, settimo e ottavo posto.
La svolta si ha con la stagione 2011-12. Durante la sessione di mercato estiva, Pesaro, forte della partnership siglata con il nuovo sponsor Siviglia, mette a segno quattro prestigiosi colpi di mercato. Vengono acquistati infatti Jumaine Jones dalla Juvecaserta Basket, Ricky Hickman, fresco vincitore del titolo MVP di Legadue, dalla Junior Casale, James White dalla Dinamo Sassari e infine il 20 luglio 2011 arriva la firma anche di Daniele Cavaliero reduce da tre stagioni consecutive nelle file degli eterni rivali della Sutor Montegranaro. La stagione si apre con un'inaspettata sconfitta a Biella seguita immediatamente da due grandissime vittorie contro l'EA7 Emporio Armani Milano all'Adriatic Arena e contro la Bennet Cantù al Palasport Pianella. Nel corso del girone d'andata la Scavolini alterna grandi prestazioni ed esaltanti vittorie, su tutte il successo contro la Montepaschi Siena al PalaEstra 78-75 e la vittoria all'Adriatic Arena sui rivali della Canadian Solar Bologna 86-77 a sconfitte inaspettate come nella gara contro la Banca Tercas Teramo alla nona giornata o nel derby giocato in casa contro Montegranaro. Nonostante ciò Pesaro chiude in modo più che soddisfacente la prima fase della Regular Season qualificandosi anche alle Final Eight 2012 in virtù di una straordinaria seconda posizione in classifica. Il 17 febbraio 2012, nei quarti di finale della Coppa Italia, Pesaro sconfigge l'Umana Venezia, settima al termine del girone d'andata, per 90-70 e accede alle semifinali della competizione dove viene però sconfitta da Cantù. A seguito dell'avventura in Coppa Italia Pesaro conferma anche nel girone di ritorno quanto fatto di buono nel primo ma purtroppo è costretta a cedere un po' il passo nelle ultime giornate a squadre più attrezzate. Decisiva per il piazzamento finale la sconfitta alla quindicesima giornata contro Bologna e in particolare quella nell'ultima gara contro la Novipiù Casale Monferrato già matematicamente retrocessa. Ed è proprio nell'ultima giornata che Pesaro manca l'aggancio al quarto posto, complice la vittoria di Sassari su Caserta e una clamorosa rimonta di Bologna alla Unipol Arena contro la Bennet Cantù: la vittoria dei rivali bolognesi per 66-65 condanna la Vuelle al sesto posto in classifica generale. La Scavolini, in virtù dei suoi 38 punti e della sesta posizione conquistata, affronta ai play-off Cantù, qualificatasi con il terzo posto alle spalle di Siena e Milano. Le prime due gare giocate al Pianella sono un monologo dei padroni di casa, che in gara 1 suggellano la vittoria già alla fine del primo quarto grazie ad una quantità mostruosa di triple messe a segno, e in gara 2 "passeggiano" sugli avversari vincendoli con il punteggio di 74-47. Sarà perché il pronostico pendeva dalla loro parte, sarà perché le prime due gare della serie avevano messo una seria ipoteca sul loro passaggio del turno in semifinale, Cantù viene sconfitta a Pesaro sia in gara 3, con il punteggio di 91-78 e al termine di uno dei più bei primi tempi che la storia del basket italiano ricordi, terminato con il punteggio di 50-48 per i padroni di casa, sia in gara 4, dove Pesaro ha la meglio con il punteggio di 80-68. In gara 5 la pressione è tutta sulle spalle di Cantù che "stecca" nei momenti decisivi della gara e consegna il passaggio del turno alla Scavolini, incredula per l'impresa compiuta. Forte della vittoria al Pianella in gara 5 Pesaro si presenta a Milano con tutte le carte in regola per mettere i bastoni fra le ruote ad una squadra nettamente più competitiva. Le prime due gare sono favorevoli ai padroni di casa, gara 1 termina 84-75, gara 2 84-68 sempre per i padroni di casa. In gara 3 però la musica cambia e Pesaro porta a casa una monumentale vittoria 85-77. La favola termina in gara 4 il 4 giugno 2012, dove, davanti ad un pubblico record di 9.329 spettatori, la Vuelle non riesce a ripetere l'impresa di una settimana prima e viene sconfitta 67-73 al termine di una gara giocata "punto a punto" durante tutto il primo tempo. Oltre che dal punto di vista del risultato, la stagione 2011/2012 si chiude anche con un consistevole aumento degli spettatori, 4.959 persone di media a partita (terza in Italia) con un aumento del 13.6% rispetto alla stagione precedente.
Purtroppo al termine di questa buonissima annata lo sponsor Siviglia non rinnova la partnership con la Vuelle e la nuova Scavolini Banca Marche si trova ad affrontare la stagione 2012-13 con aspettative ben più modeste rispetto a quelle dell'anno precedente.
Squadra affidata a coach Giampiero Ticchi e i soli Simone Flamini e Daniele Cavaliero, oltre al ritorno dal prestito del giovane Andrea Traini, ad essere confermati.
A questi vengono aggiunti Andrea Crosariol dalla Virtus Roma, la talentuosa ala Antwain Barbour, proveniente dal Cibona Zagabria, l'ala forte Lamont Mack, il rookie Reggie Hamilton e Valerio Amoroso, il quale rescinderà il contratto dopo sole quattro giornate per incomprensioni con l'allenatore.
Dopo un inizio promettente, frutto di due vittorie in 3 partite (a Biella ed in casa con Venezia) la squadra sprofonda in un tunnel di 11 sconfitte consecutive che la relegano in piena lotta salvezza, durante le quali viene esonerato a fine novembre coach Ticchi a favore di Zare Markovski e sostituiti Amoroso ed Hamilton con Rok Stipčević e l'ex NBA Tarence Kinsey.
Questa mossa produce gli effetti desiderati e la Scavolini Banca Marche si salva abbastanza agevolmente terminando la stagione al 15º posto a otto punti di vantaggio dalla retrocessa Angelico Biella.
La stagione 2013-14 è, se possibile, ancora più tribolata. Per la prima volta dal 1975 la squadra non ha lo storico sponsor Scavolini sulle divise da gioco e l'iscrizione al campionato è tutt'altro che semplice. Una volta iscritta (grazie ad un consorzio di imprenditori locali) la squadra è costretta ad un mercato low cost. Riesce comunque ad ingaggiare i rookie americani O.D. Anosike nel ruolo di centro, Elston Turner jr., figlio di quell'Elston Turner già visto in maglia Vuelle per 4 partite nel 1990, come guardia titolare e Marc Trasolini a cui viene aggiunta l'esperienza di Alvin Young e di Andrea Pecile al ritorno a Pesaro dopo dieci anni. La guida tecnica della squadra è affidata a Sandro Dell'Agnello, anche lui di ritorno a Pesaro dopo un'esperienza da giocatore a metà degli anni '90.
L'annata si apre con un'inaspettata vittoria 80-77 ad Avellino ottenuta grazie a una solida prestazione di Trasolini e Bernardo Musso ma prosegue con 9 sconfitte consecutive sebbene Anosike sia stabilmente al primo posto della classifica dei rimbalzi e Turner tra i più prolifici realizzatori. Il girone di andata si chiude con un record di 2-13 che relega la squadra all'ultimo posto in classifica.
Nel girone di ritorno un ruolino di marcia di 6-8 permette alla Vuelle di portarsi prima dell'ultima giornata a soli 2 punti da Montegranaro (ma con scontri diretti a favore) e giocarsi quindi la permanenza in serie A in casa contro la Reyer Venezia. L'11 maggio la Victoria Libertas regola la Reyer 86-73 e la contemporanea sconfitta della Sutor Montegranaro a Cremona regala una sudata salvezza alla squadra di Pesaro. L'annata 2014-15, la prima con il nuovo sponsor Consultinvest, vede la squadra aggiudicarsi nuovamente la salvezza all'ultima giornata con la vittoria casalinga nei confronti della Juvecaserta Basket.

## Colori e simbolo
I colori della società sono quelli della città (Pesaro) cioè il rosso e il bianco.

## Partecipazione ai campionati
| Livello | Categoria            | Partecipazioni | Debutto   | Ultima stagione | Totale |
| 1º      | Serie A              | 35             | 1950-1951 | 2023-2024       | 65     |
| 1º      | Elette               | 8              | 1955-1956 | 1962-1963       | 65     |
| 1º      | Serie A1             | 22             | 1978-1979 | 2000-2001       | 65     |
| 2º      | Serie B              | 3              | 1947-1948 | 1949-1950       | 12     |
| 2º      | Serie A              | 2              | 1963-1964 | 1964-1965       | 12     |
| 2º      | Serie A2             | 6              | 1974-1975 | 2024-2025       | 12     |
| 2º      | Legadue              | 1              | 2006-2007 | 2006-2007       | 12     |
| 3º      | Serie B d'Eccellenza | 1              | 2005-2006 | 2005-2006       | 1      |

In 97 stagioni sportive disputate a livello nazionale a partire dall'esordio nel campionato di Seconda Divisione nel 1922, compresi 4 tornei di Prima Divisione e Divisione Nazionale (A), 4 tornei fra Seconda Divisione e Cadetteria Mista Alta Italia (B), e 3 tornei di Serie C2. In precedenza la Reggiana afferiva al Comitato Regionale Emiliano.
In 97 stagioni sportive disputate a livello nazionale a partire dall'esordio nel campionato di Seconda Divisione nel 1922, compresi 4 tornei di Prima Divisione e Divisione Nazionale (A), 4 tornei fra Seconda Divisione e Cadetteria Mista Alta Italia (B), e 3 tornei di Serie C2. In precedenza la Reggiana afferiva al Comitato Regionale Emiliano.

## Sponsor

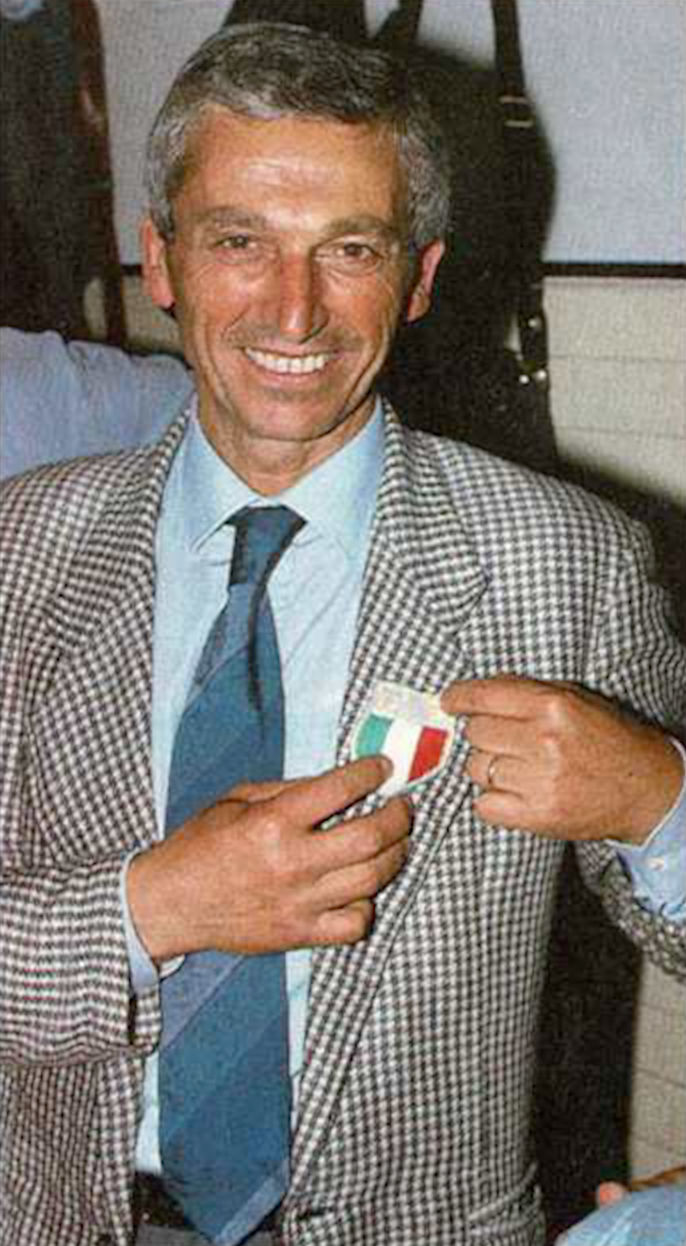
Valter Scavolini, sponsor e patron della società dal 1975 al 2013.

La squadra è stata sponsorizzata per 38 anni dal marchio Scavolini, precisamente fino alla stagione 2012-2013.
- 1952-1958: Benelli
- 1958-1961: Lanco
- 1961-1963: Algor
- 1966-1969: Butangas
- 1969-1970: Frizz Pelmo
- 1970-1971: Tropicali
- 1971-1975: Maxmobili
- 1975-2005: Scavolini
- 2005-2010: Scavolini-Spar
- 2010-2012: Scavolini-Siviglia
- 2012-2013: Scavolini-Banca Marche
- 2014-2017: Consultinvest
- 2017-2019: non presente
- 2019-2025: Prosciutto di Carpegna
- 2025-> non presente

## Roster 2025-2026
Aggiornato al 14 agosto 2025.
| Victoria Libertas Pesaro Pallacanestro - 2025-2026 | Victoria Libertas Pesaro Pallacanestro - 2025-2026 |
| Giocatori                                          | Staff tecnico                                      |
| -------------------------------------------------- | -------------------------------------------------- |

| N. | Naz.                                     | Ruolo | Nome                  | Anno | Alt.   | Peso   |  |
| -- | ---------------------------------------- | ----- | --------------------- | ---- | ------ | ------ |  |
| 7  | Italia (bandiera) · Argentina (bandiera) | GA    | Octavio Maretto       | 2004 | 197 cm | 90 kg  |  |
| 13 | Italia (bandiera)                        | C     | Quirino De Laurentiis | 1992 | 207 cm | 106 kg |  |
| 5  | Italia (bandiera)                        | A     | Alessandro Bertini    | 2002 | 194 cm | 87 kg  |  |
| X  | Italia (bandiera)                        | P     | Stefano Trucchetti    | 2006 | 176 cm | 83 kg  |  |
| 15 | Italia (bandiera)                        | PG    | Matteo Tambone        | 1994 | 192 cm | 87 kg  |  |
| 12 | Italia (bandiera)                        | PG    | Matteo Imbrò (C)      | 1994 | 192 cm | 86 kg  |  |
| 20 | Italia (bandiera)                        | G     | Lorenzo Bucarelli     | 1998 | 198 cm | 93 kg  |  |
| 18 | Italia (bandiera)                        | A     | Nicolò Virginio       | 2003 | 206 cm | 92 kg  |  |
| 10 | Lituania (bandiera)                      | AG    | Regimantas Miniotas   | 1996 | 208 cm | 104 kg |  |

| Allenatore                                                                  |
| - Spiro Leka                                                                |
| Assistente/i                                                                |
| - Luca Pentucci Legenda - (C) Capitano - (IN) Inattivo - Infortunato Roster |

### Staff dirigenziale e tecnico
- Presidente: Andrea Valli
- Vice Presidente: Nicola Dolci
- Amministratore Delegato: Alessandro Dalla Salda
- Assistente dell'A.D. e Resp. Area Ticketing: Michela Di Marco
- Direttore Operativo e Direzione Generale Sett. Giovanile: Matteo Maggi
- Direttore Sportivo: Nicola Egidio
- Resp. Area Comunicazione: Giovanni Bruscia
- Capo Allenatore: Spiro Leka
- Vice Allenatore: Giacomo Baioni
- Assistente Allenatore: Luca Pentucci
- Preparatore Atletico: Roberto Venerandi
- Resp. Tecnico sett. giovanile: Giovanni Luminati
- Resp. Area Affari Generali: Cecilia Pedinelli
- Resp. dell’Area Commerciale - Marketing: Enrico Franci
- Fisioterapista: Giovanni Pigalarga
- Medico Sociale: Piero Benelli
- Magazziniere: Diego Orciani

## Palmarès

### Trofei nazionali
- Campionato italiano: 2

1987-88, 1989-90
- Coppa Italia: 2

1985, 1992
- Campionato italiano dilettanti: 1

2005-06
- Coppa Italia LNP: 1

2005-06

### Trofei internazionali
- Coppa delle Coppe: 1

1982-83
- Partecipazioni al McDonald's Open: 2

1988, 1990

### Trofei giovanili
- Campionato italiano Under 19: 2

1952, 1956
- Campionato italiano Under 17: 4

1977, 1998, 2007, 2009
- Campionato italiano Under 15: 1

1972
- Campionato italiano Propaganda: 2

1978, 1981

### Finali disputate

#### Competizioni nazionali
- Campionato italiano: 4

1981-82 Vs. Olimpia Milano
1984-85 Vs. Olimpia Milano
1991-92 Vs. Benetton Pallacanestro Treviso
1993-94 Vs. Virtus Pallacanestro Bologna
- Coppa Italia: 5

1986 Vs. Olimpia Milano
1987 Vs. Olimpia Milano
2001 Vs. Virtus Bologna
2004 Vs. Benetton Pallacanestro Treviso
2021 Vs. Olimpia Milano
- Supercoppa italiana: 1

2001 Vs. Benetton Pallacanestro Treviso

#### Competizioni europee
- Coppa delle Coppe: 2

1985-1986 Vs. Barcellona
1986-1987 Vs. Cibona Zagabria
- Coppa Korać: 2

1989-1990 Vs. Joventut Badalona
1991-1992 Vs. il Messaggero Roma

### Riconoscimenti individuali
- Alphonso Ford Trophy:

Charles Smith: 2004-2005
- All-Euroleague Team:

Joseph Blair: 2001-2002
Charles Smith: 2004-2005
- Miglior realizzatore Serie A:

Al Innis: 1958-1959
Nino Cescutti: 1959-1960, 1961-1962
Michael Hicks: 2008-2009
Austin Daye: 2015-2016
- MVP Serie A:

Carlton Myers: 1993-1994
- MVP All Star Game:

Daniel Hackett: 2012

## Cestisti

### Numeri ritirati
- 6 Walter Magnifico
- 10 Alphonso Ford
- 14 Ario Costa

## Tifoseria

### Gemellaggi
La tifoseria biancorossa è stata gemellata per anni con Virtus Roma, Cantù e Brindisi. Ora ha rapporti di amicizia con Forlì e Cesena.

### Rivalità
Le maggiori rivalità sono con l'Olimpia Milano, in particolare per il famoso episodio della "moneta" di Meneghin, la Virtus Bologna, la Fortitudo Bologna, il Basket Rimini e la Sutor Montegranaro, queste ultime per vicinanze geografiche. Negli ultimi decenni si è accentuato anche l'astio nei confronti della Juvecaserta, Varese, Avellino, Capo d'Orlando e Napoli Basket.